# José Belizón Tocino
José Belizón Tocino né à Puerto Real, le 28 octobre 1930 et mort à Cadix, le 27 novembre 1997 est un peintre espagnol. Né dans une famille ouvrière, il montrait, depuis son enfance, de bonnes capacités pour le dessin. Il a vécu une partie de son enfance sous la Guerre civile espagnole. Très tôt, il a eu contact avec d'autres artistes, notamment Pierre de Matheu. Il a combiné son activité artistique avec son travail comme forgeur au chantier naval de Puerto Real. Marié avec Maria Ligero Bernal, il a eu trois fils et huit filles.
Il a principalement travaillé la peinture à l'huile, aussi bien que d'autres techniques comme le "fresco". Ses œuvres couvrent un ample spectre thématique (paysages, portraits, marines), toujours dans un style figuratif. Au même temps, il a entrepris des travaux de restauration de peintures et sculptures. Ses références artistiques les plus importantes procèdent de l'école baroque espagnole, notamment Vélasquez, Murillo ou Zurbarán, et d'autres plus tardifs comme Goya.
Pendant sa vie, il a participé et organisé des expositions dans la province de Cadix. En 1983, la mairie de Puerto Real le chargea de l'élaboration d'une œuvre pour la célébration du 5e centenaire de la fondation de la ville par les Rois Catholiques en 1483. Cette œuvre, huile sur toile de grande taille, avait été placée dans la salle principale du conseil de la Mairie de Puerto Real.
Après son décès en 1997, une exposition réunissant une bonne partie de son œuvre a été organisée à Puerto Real. Aujourd'hui, dans sa ville natale, une rue porte son nom. Ses œuvres sont partagées par des propriétaires privés et publics en Espagne et dans d'autres pays européens.